# زلزال أونغافا 1989
زلزال أونغافا 1989 هو زلزالٌ وقعَ في شبه جزيرة أونغافا ‏ في كندا بتاريخ 25 ديسمبر 1989.